# Oskar Schlemmer
Oskar Schlemmer (Stuttgart, 4 de setembro de 1888 - Baden-Baden, 13 de abril de 1943) foi um multiartista  alemão - pintor, escultor, design, coreógrafo - associado ao movimento Bauhaus. Nasceu em Estugarda, tal como os seus cinco irmãos.
Em 1923, foi contratado como Mestre da Forma na oficina de teatro Bauhaus, depois de trabalhar na oficina de escultura. Seu trabalho mais famoso é Triadisches Ballett (Balé Triádico de Bauhaus), que viu atores fantasiados transformados em representações geométricas do corpo humano no que ele descreveu como uma "festa de forma e cor".

## Biografia

### Infância e educação
Nascido em setembro de 1888 na Suábia, Alemanha, Schlemmer era o caçula de seis filhos. Seus pais, Carl Leonhard Schlemmer e Mina Neuhaus, morreram por volta de 1900 e o jovem Oskar viveu com sua irmã e aprendeu desde cedo a se sustentar.
Oskar Schlemmer estudou design gráfico aplicado em uma oficina de marchetaria em Stuttgart 1903-1905 . Entre 1906 e 1910 , ele estudou por um semestre na Escola de Artes Industirais de Stuttgart e, em seguida, recebeu uma bolsa de estudos para a Akademie der bildende Künste (Academia de Belas Artes de Stuttgart), onde estudou sob a tutela dos pintores paisagistas Christian Landenberger e Friedrich von Keller a partir de 1906. Em 1910, Schlemmer trabalhou como pintor independente em Berlim e fez contato com a galeria de Herwarth Walden, Der Sturm. 
Em 1912, ele voltou para Stuttgart e se tornou um dos estudantes de mestrado do pintor abstracionista Adolf Hölzel, abandonando o impressionismo e se inclinando para o cubismo. Em 1913 /14, ele abriu e dirigiu o Neuer Kunstsalon (novo salão de arte) no distrito Neckartor. Juntamente com Willi Baumeister e Hermann Stenner, ele projetou murais para o salão principal da exposição Deutscher Werkbund (Associação Alemã de Artesãos), na cidade de Colônia. Em 1914, Schlemmer foi alistado para lutar na Frente Ocidental na Primeira Guerra Mundial até ser ferido e transferido para um cargo na unidade de cartografia militar em Colmar, onde residiu até retornar ao trabalho sob Hölzel em 1918. As figuras semelhantes a bonecas que ele criou nesse período podem ter sido uma reação aos soldados feridos que ele viu em hospitais militares durante a guerra.

### Os anos de Bauhaus
Em 1919 Schlemmer voltou-se para a escultura e fez uma exposição de seu trabalho na galeria Der Sturm em Berlim. Ao mesmo tempo, ele ajudou a atualizar o currículo da Academia de Belas Artes de Stuttgart com a nomeação de novos professores e exposições de arte moderna. Entre os envolvidos estavam Paul Klee e Willi Baumeister. Em 1920, ele produziu seus primeiros figurinos para o Ballet triádico, que foi realizado pela primeira vez em Stuttgart em 1922. 

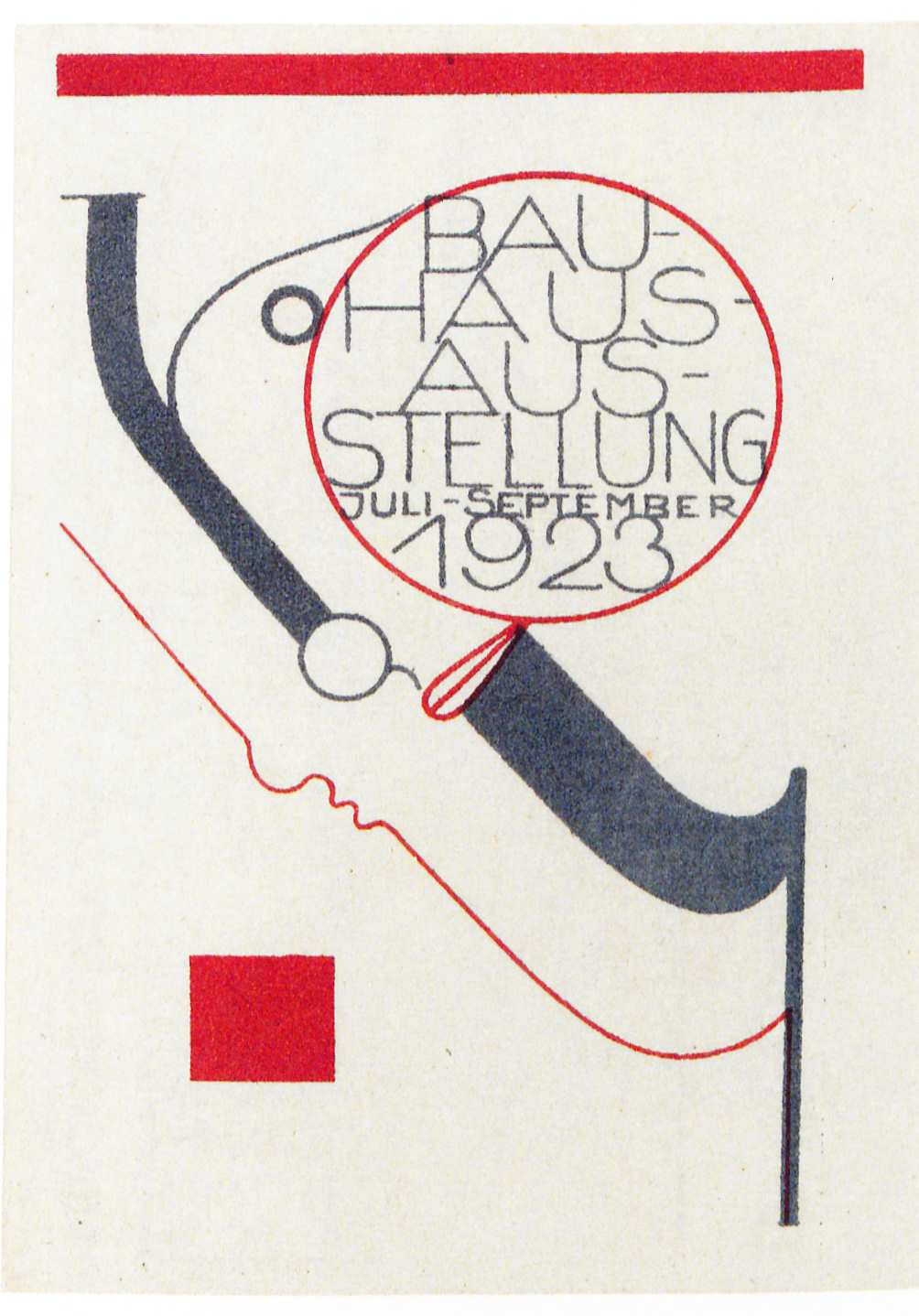
Oskar Schlemmer - Bauhausausstellung (1923)

Após seu casamento com Helena Tutein em 1920, em janeiro de 1921, Schlemmer foi nomeado por Walter Gropius, como um dos primeiros mestres na Staatliches Bauhaus em Weimar. Como um mestre da forma, ele inicialmente dirigiu o departamento de pintura de parede (alternando com Johannes Itten) e a oficina de escultura em pedra, e ele também ensinou desenho da vida. De 1922 a 1923, dirigiu a oficina de escultura em pedra, a oficina  de escultura em madeira (e da oficina de metal temporariamente) como um mestre da forma. Para a exposição Bauhaus realizada em Weimar em 1923, Schlemmer contribuiu significativamente para as áreas de design de parede, pintura, escultura, impressão gráfica, publicidade e do palco. De 1923 a 1929, era o chefe da oficina estágio na Bauhaus em Weimar e Dessau. De 1927-1928, ele ensinou figura desenho e ofereceu seu curso Der Mensch (o ser humano) a partir de 1928. Schlemmer era o diretor da turnê nacional da fase Bauhaus. Suas ideias complexas foram influentes, tornando-o um dos professores mais importantes que trabalhavam na escola naquela época. No entanto, devido ao clima político intensificado na Alemanha no final da década de 1920, e em particular com a nomeação do arquiteto comunista radical Hannes Meyer como sucessor de Walter Gropius, em 1929 Schlemmer renunciou ao cargo e mudou-se para assumir um emprego na Academia de Artes em Breslau.

### Vida e morte sob o Terceiro Reich

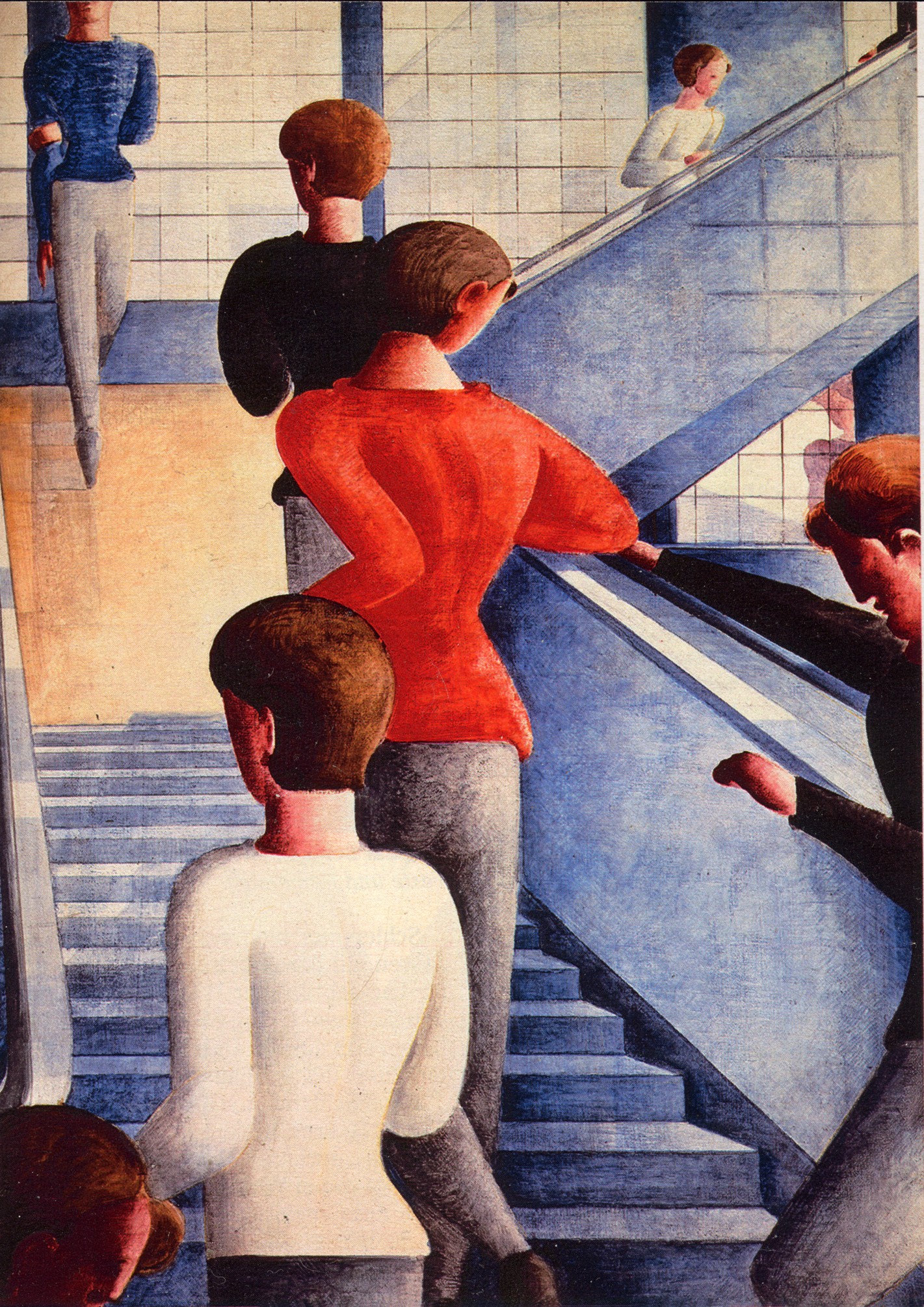
Oskar Schlemmer - Bauhaustreppe (1932)

De 1929 a 1932, Schlemmer realizou uma cátedra na Staatliche Akademie für Kunst und Kunstgewerbe (academia estado da arte e arte aplicada), em Breslau, onde dirigiu a classe stagecraft entre outros. De 1928 a 1930, Schlemmer trabalhou em nove murais para uma sala do Folkwang Museum em Essen. Depois de deixar Bauhaus em 1929, Schlemmer assumiu um cargo na Akademie em Breslau, onde pintou sua obra mais célebre, a 'Bauhaustreppe' ('Bauhaus Stairway') (1932; Museu de Arte Moderna, Nova York). Ele foi obrigado a deixar a Academia de Breslau quando foi fechada na sequência da crise financeira após a queda de Wall Street. Os Schlemmer então se mudaram para Eichberg, perto da fronteira com a Suíça, e depois para Sehringen, antes de seus quadros serem exibidos na Exposição de Arte Degenerada em Munique, em 1937. Os últimos dez anos de sua vida foram passados em um estado de "emigração interna". Em 1938 , ele trabalhou em uma loja de venda de suprimentos para pintura em Stuttgart. Em 1939, foi contratado para camuflar um quartel. Max Bill, em seu obituário de Schlemmer, escreveu que era "como se uma cortina de silêncio" tivesse descido sobre ele durante esse período. Em 1940, montou um laboratório para ensaios com tecnologia na fábrica de laca de Kurt Herbert em Wuppertal, onde muitos de seus colegas , como Willi Baumeister, Gerhard Marcks e Georg Muche, também trabalharam. A fábrica ofereceu a Schlemmer a oportunidade de pintar sem medo de perseguição. Sua série de dezoito pequenas pinturas místicas intituladas "Fensterbilder" ("Quadros da janela", 1942) foram pintadas enquanto olhava pela janela de sua casa e observava os vizinhos ocupados em suas tarefas domésticas.
Faleceu no dia 13 de abril de 1943, vítima de enfarte, em plena Segunda Guerra Mundial, sendo atualmente lembrado pelas suas importantes contribuições para o balé.